# آن هاو
آن هاو (بالإنجليزية: Ann Howe)‏ هي محرِّرة أسترالية، ولدت في 1802، وتوفيت في 1842.